# Pilotrichella flavo-limbata
Pilotrichella flavo-limbata là một loài Rêu trong họ Meteoriaceae. Loài này được (Müll. Hal. & Hampe) Paris miêu tả khoa học đầu tiên năm 1897.